# Nejc Cehte
Nejc Cehte (Brežice, 4 de septiembre de 1992) es un jugador de balonmano esloveno que juega de lateral derecho en el Eurofarm Pelister. Es internacional con la selección de balonmano de Eslovenia.
Su primer gran campeonato con la selección fue el Campeonato Europeo de Balonmano Masculino de 2020.

## Palmarés

### GOG Gudme
- Liga danesa de balonmano (1): 2023

### Eurofarm Pelister
- Liga de Macedonia del Norte de balonmano (1): 2024

## Clubes
| Club                  | País                | Año         |
| --------------------- | ------------------- | ----------- |
| MRK Krka              | Eslovenia           | 2010 - 2013 |
| Gorenje Velenje       | Eslovenia           | 2013 - 2018 |
| TSV Hannover-Burgdorf | Alemania            | 2018 - 2022 |
| GOG Gudme             | Dinamarca           | 2022 - 2023 |
| Eurofarm Pelister     | Macedonia del Norte | 2023 - Act. |